# 페더레이션 타워
바시냐 페데라치(러시아어: Башня Федерация, 영어: Federation Tower)는 러시아 모스크바 모스크바 국제 비즈니스 센터 플룻 13에 위치한 마천루 단지이다.
이 건물은 242m, 63층짜리 서부 타워와 373m, 97층짜리 동부 타워가 맞대고 있는 상태로 건설되고 있다. 원래 타워 가운데에 448.2m짜리 첨탑이 들어설 예정이었고, 일부 건설되었으나 화재로 인해서 철거됐다.

## 동부 타워
동부 타워는 지상 97층, 373m로 구성되며 2003년에 착공하여 2015년에 공사가 완료되었으나 2017년에 개장을 했다.

## 서부 타워
서부 타워는 지상 62층, 242m로 구성되며 2003년에 착공하여 2010년에 63층짜리 서부 타워가 먼저 건설되었다.

## 건설 갤러리

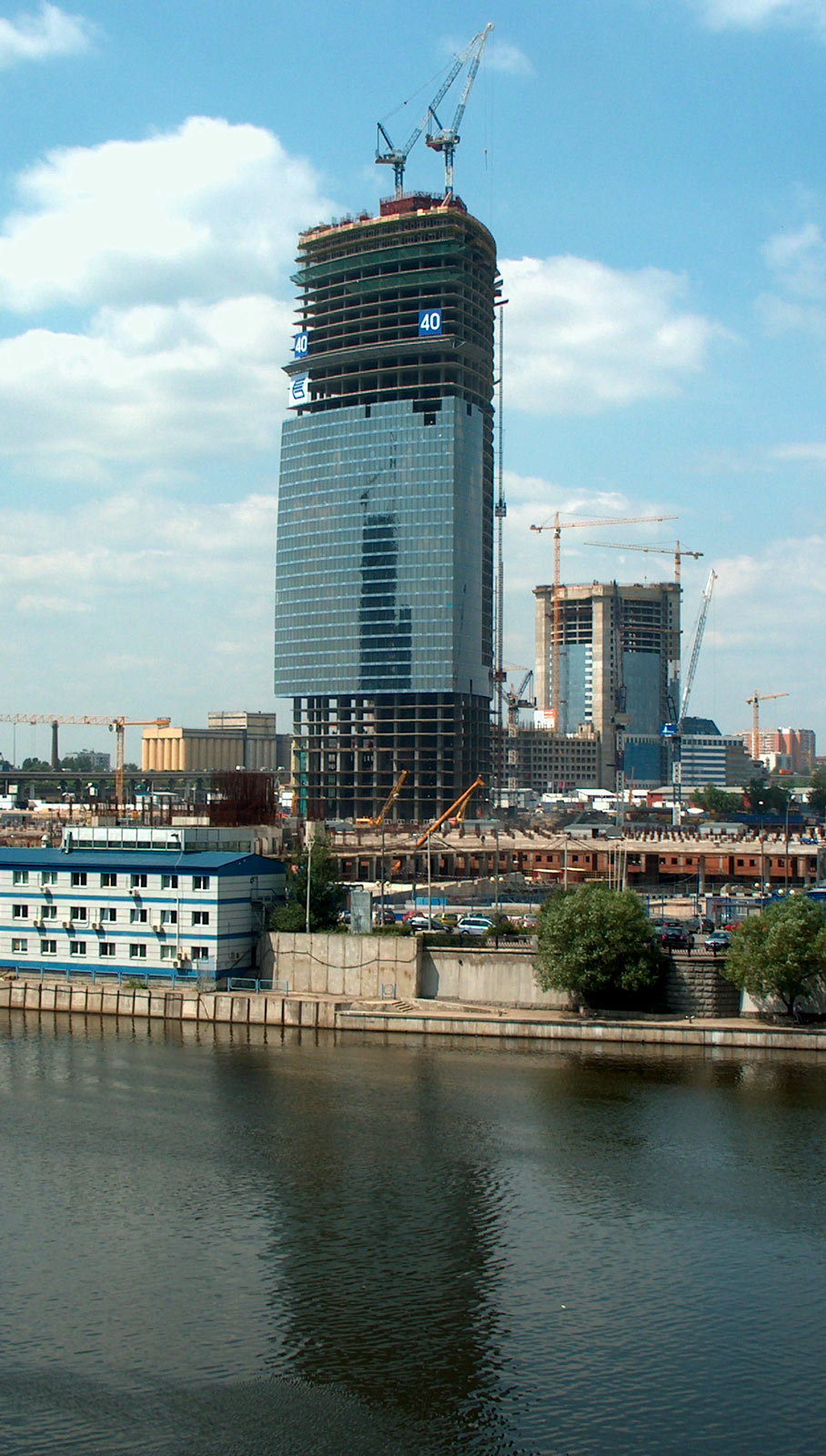
타워 B 2006년 6월 28일
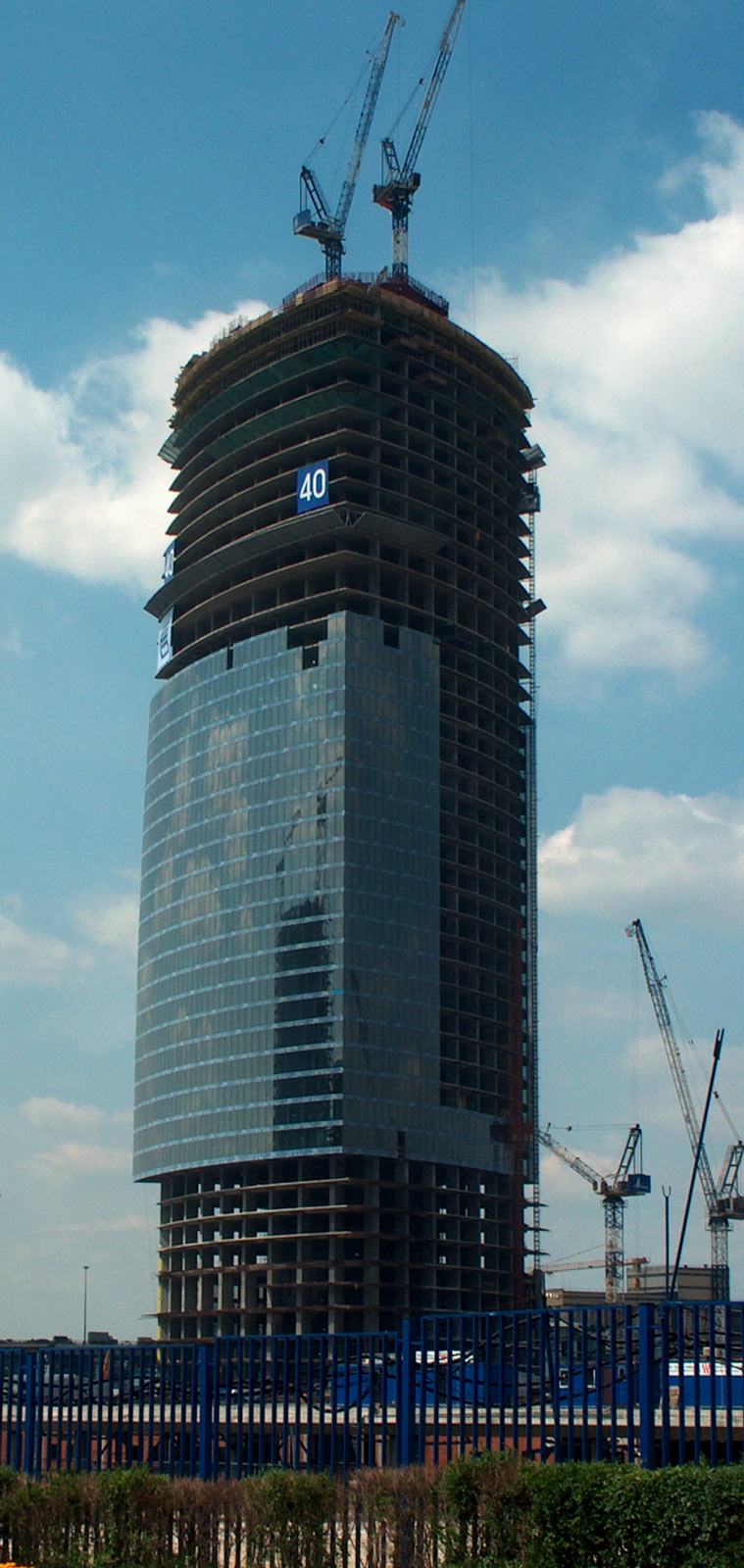
2006년 6월 28일
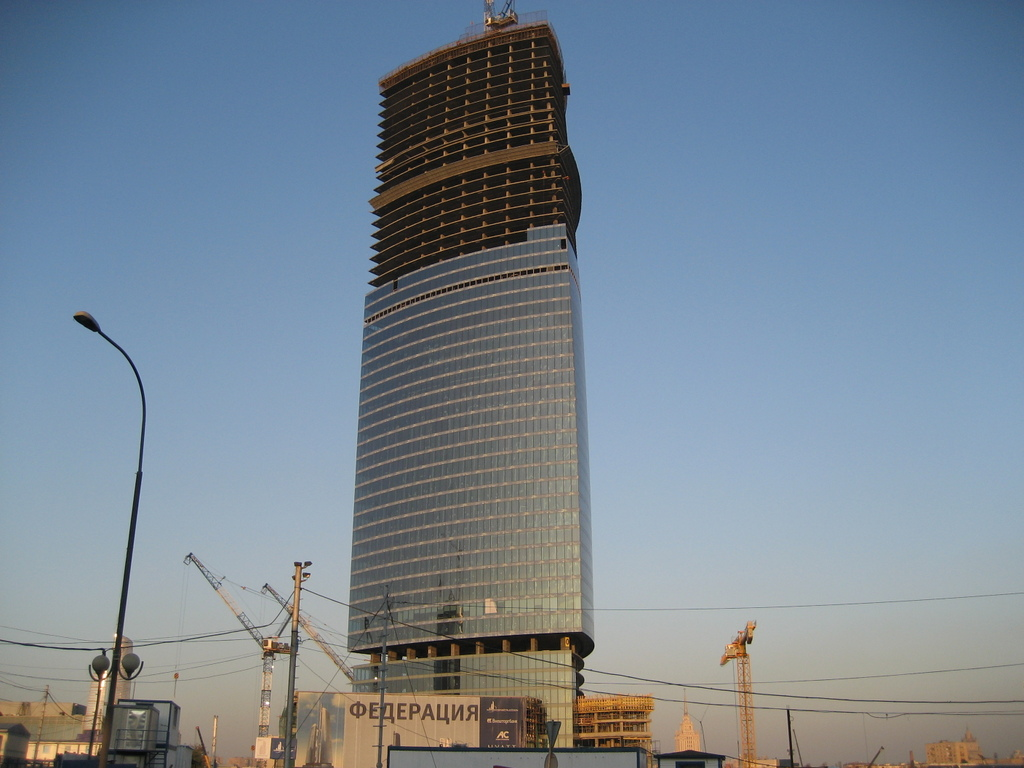
2006년 9월 24일
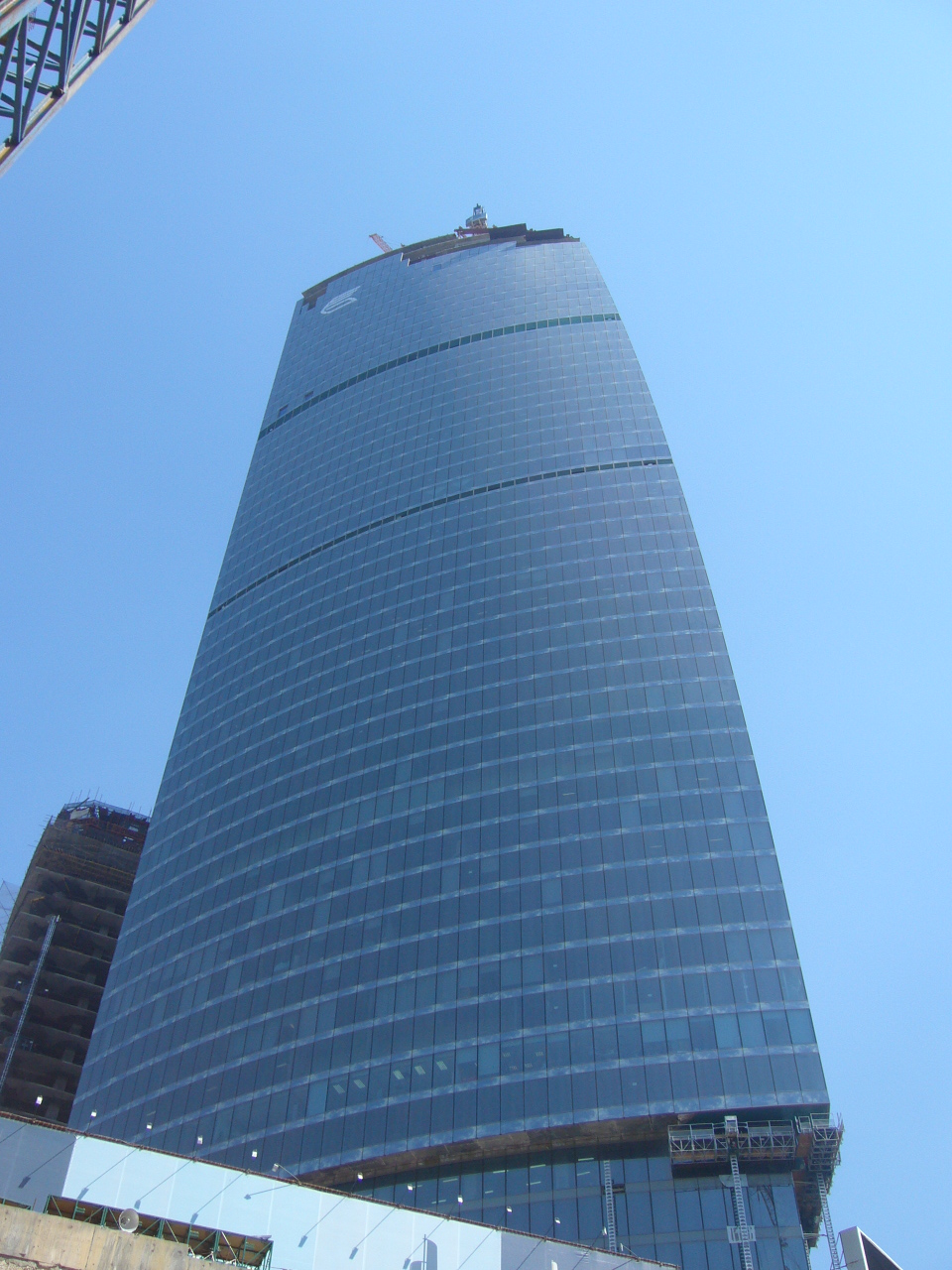
2007년 8월 14일
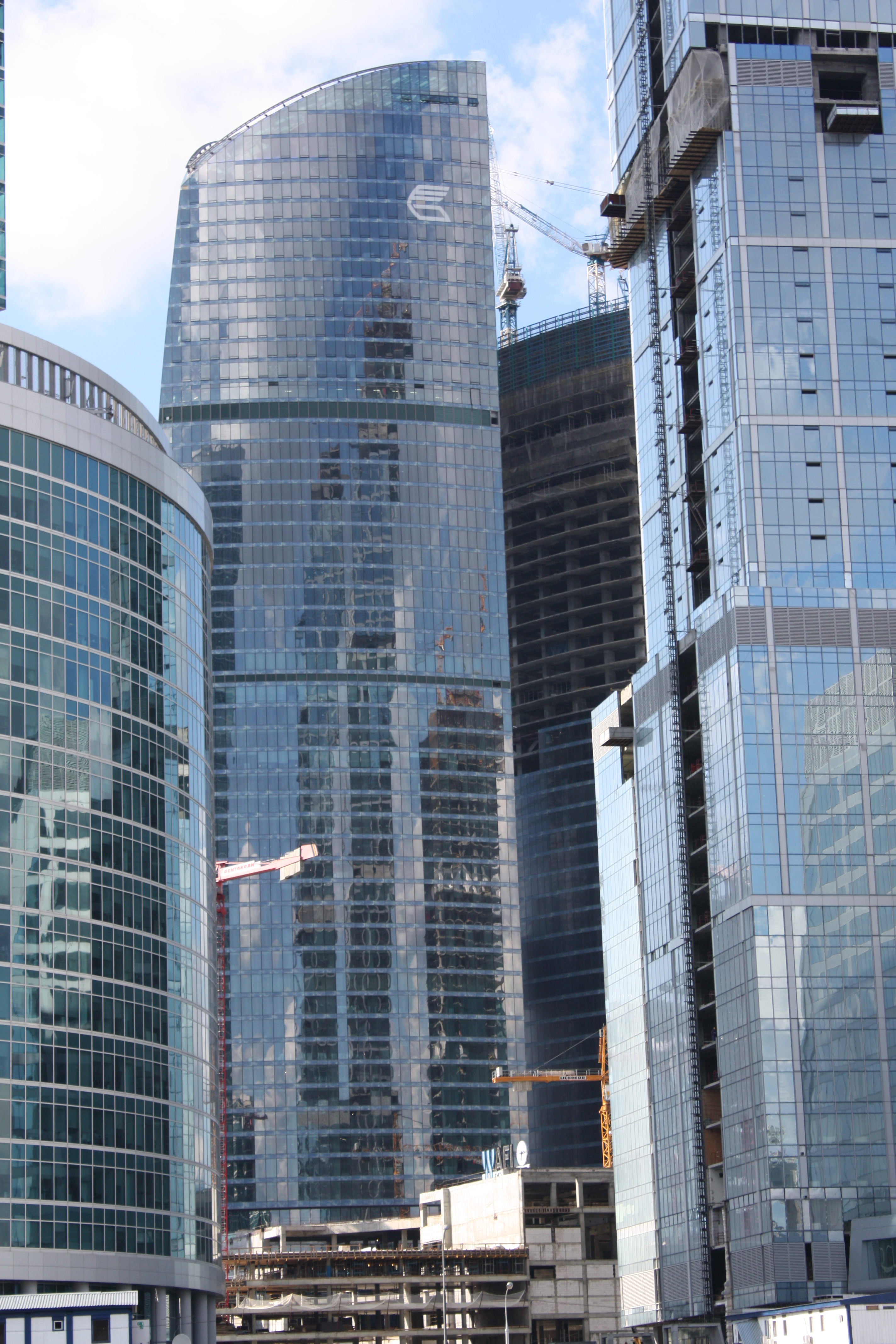
2008년 7월 21일
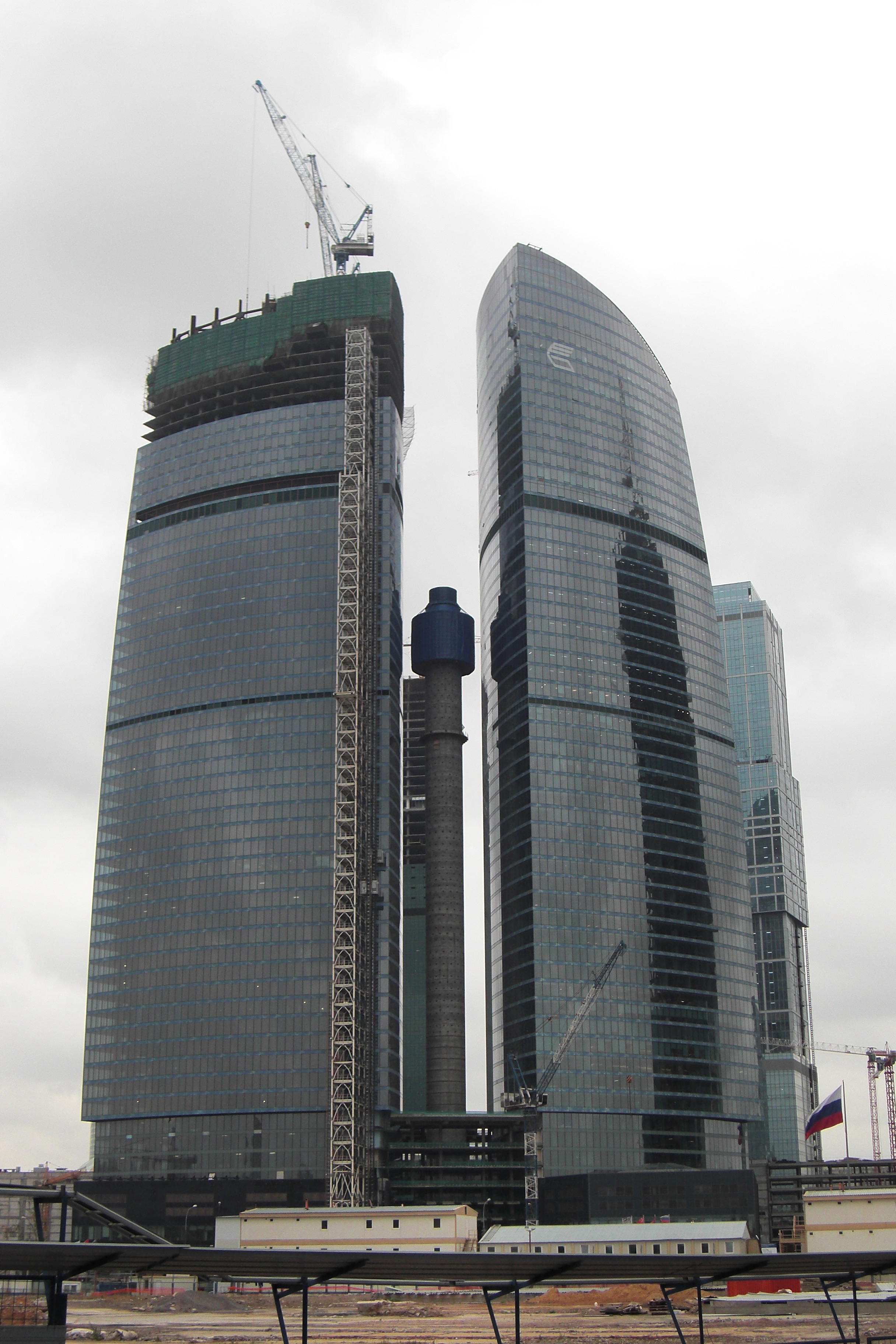
2009년 9월 28일
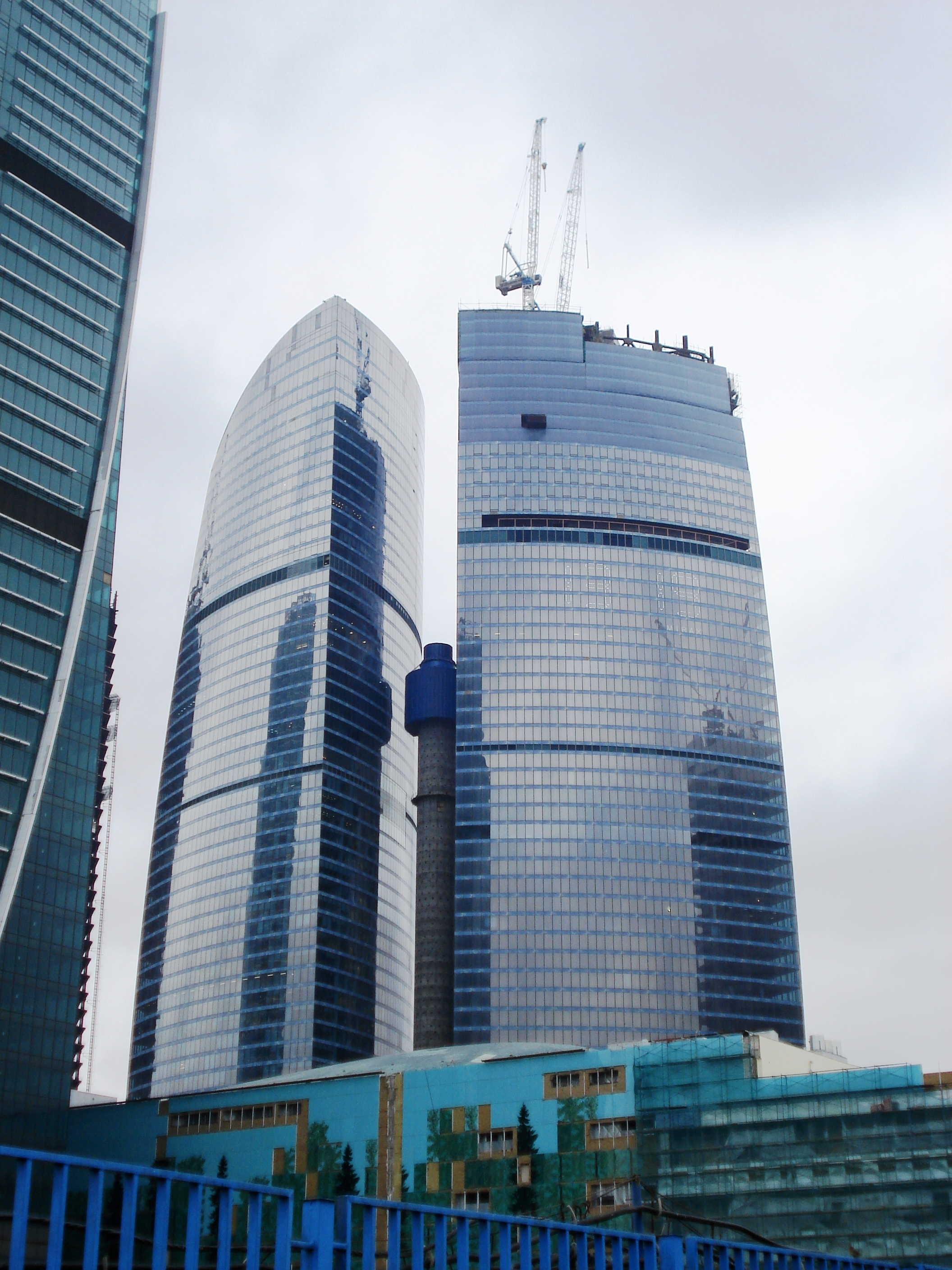
2010년 11월 10일
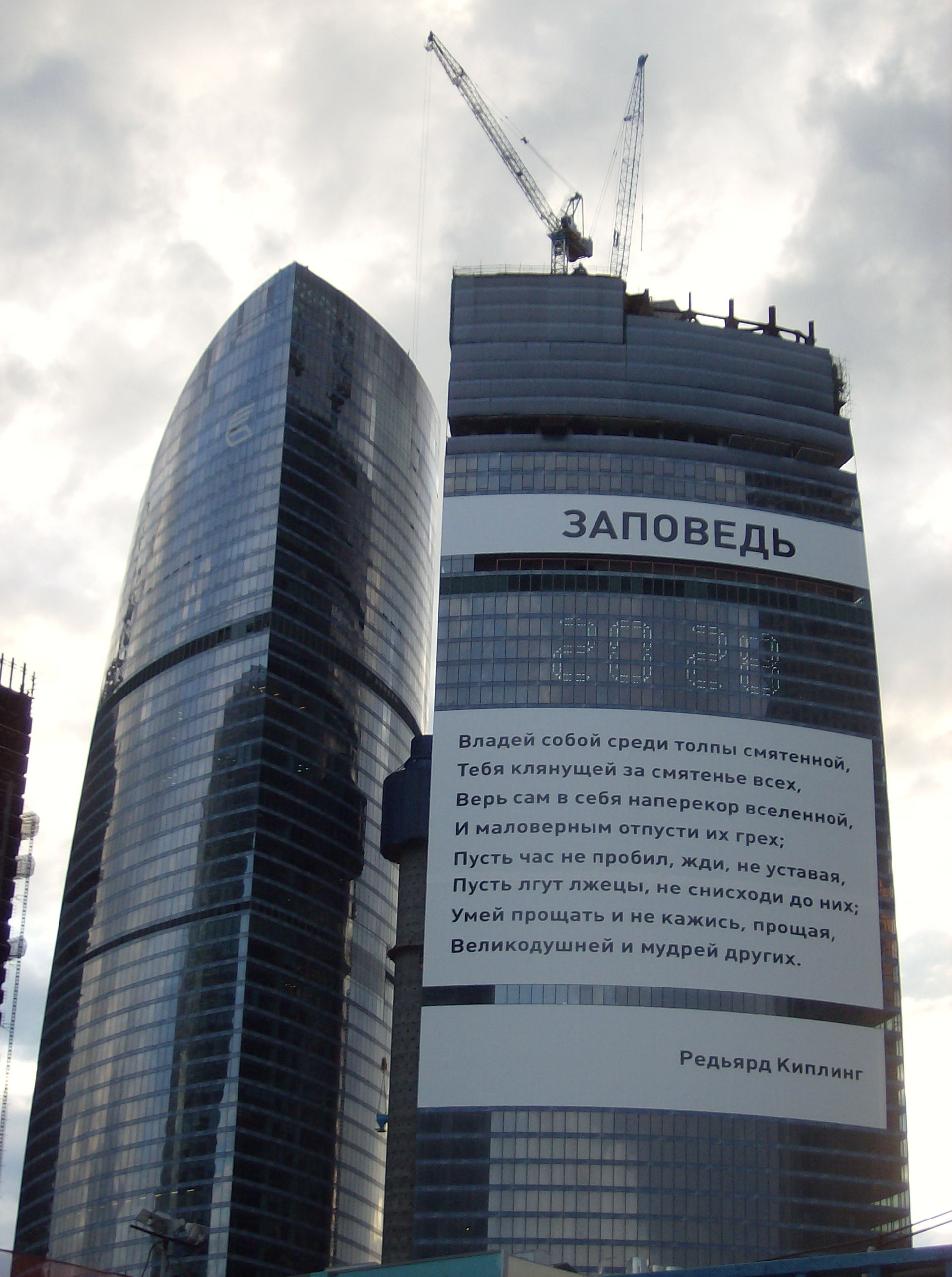
2011년 8월 1일
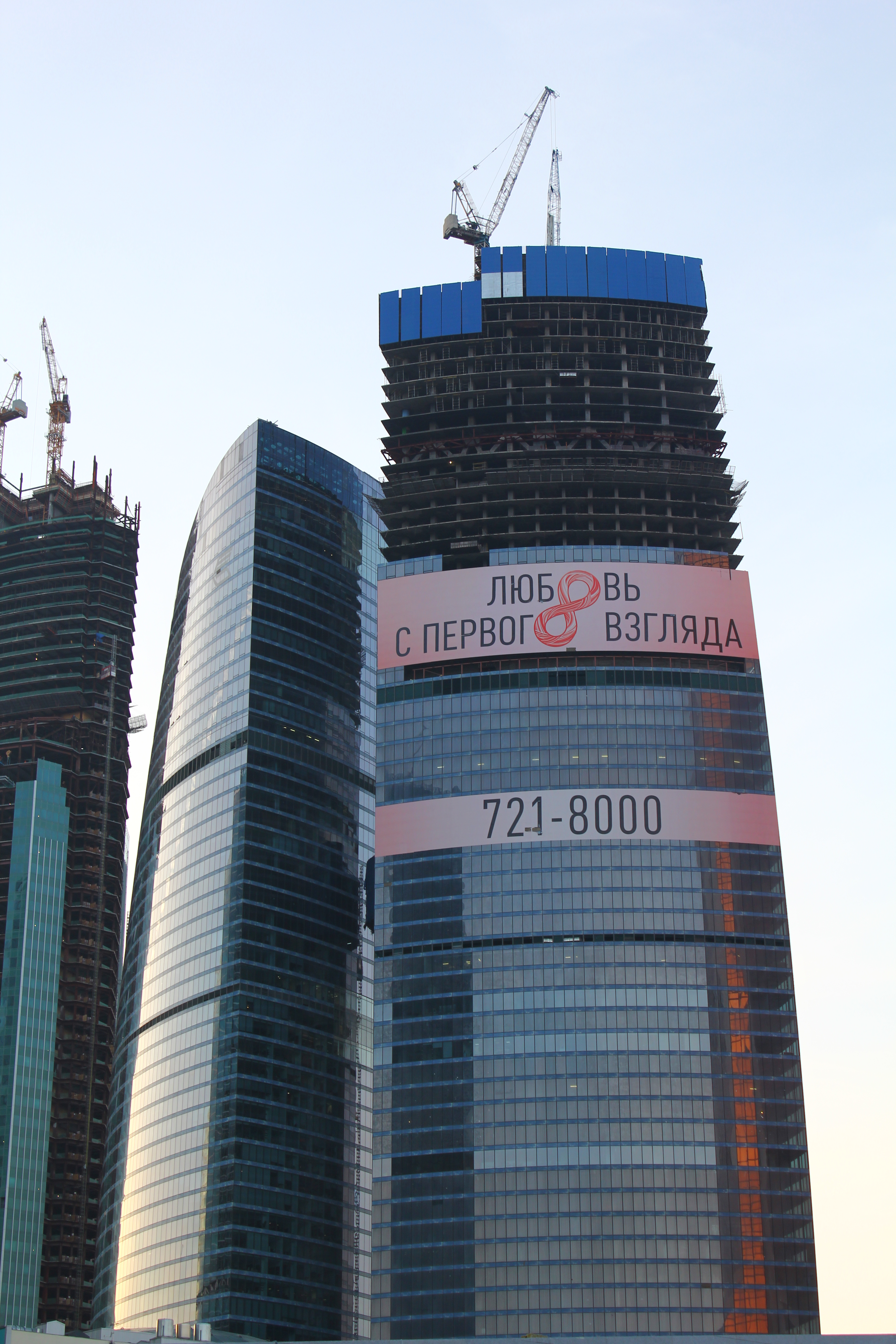
2012년 10월 20일
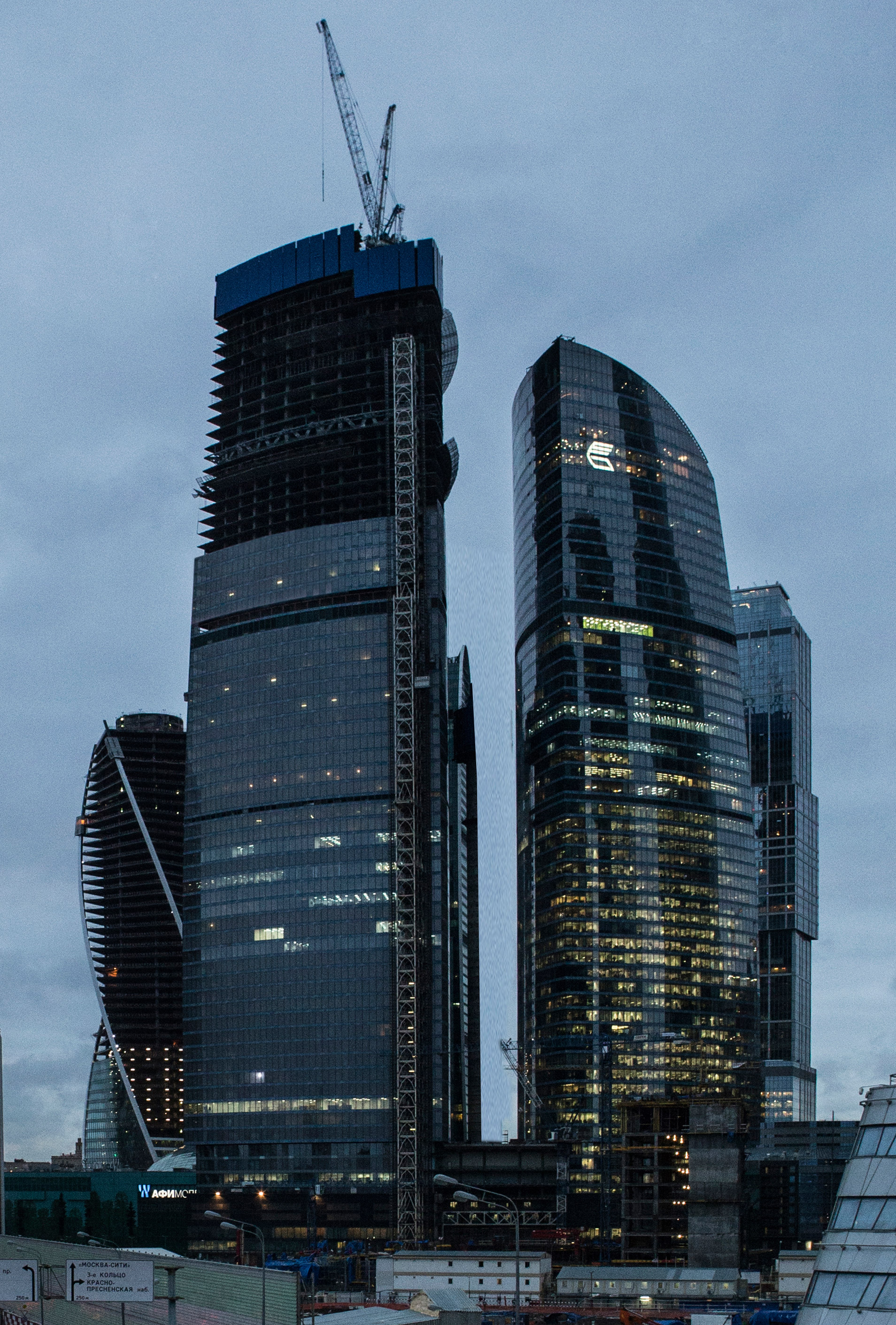
2014년 1월 20일
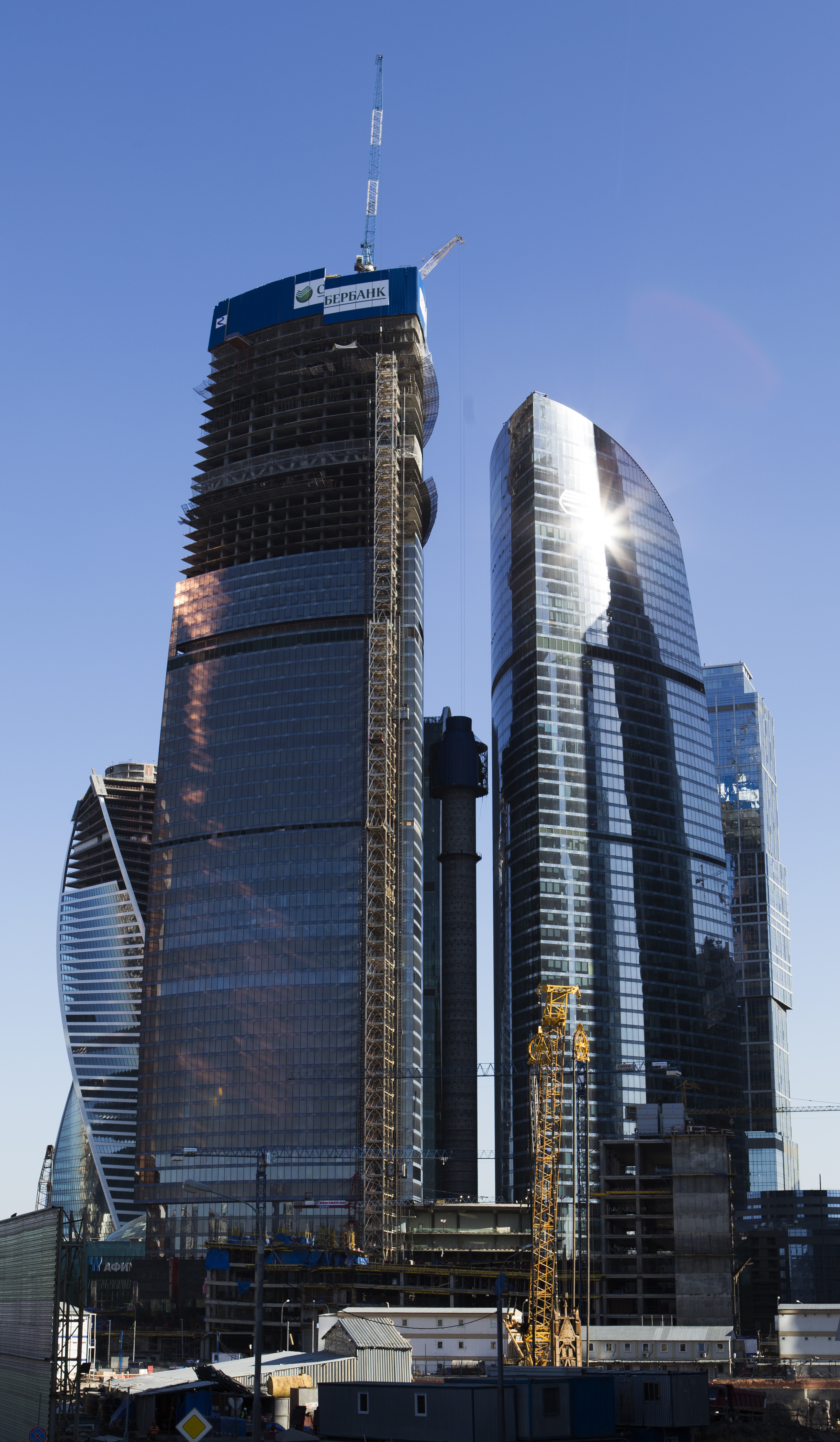
2014년 8월
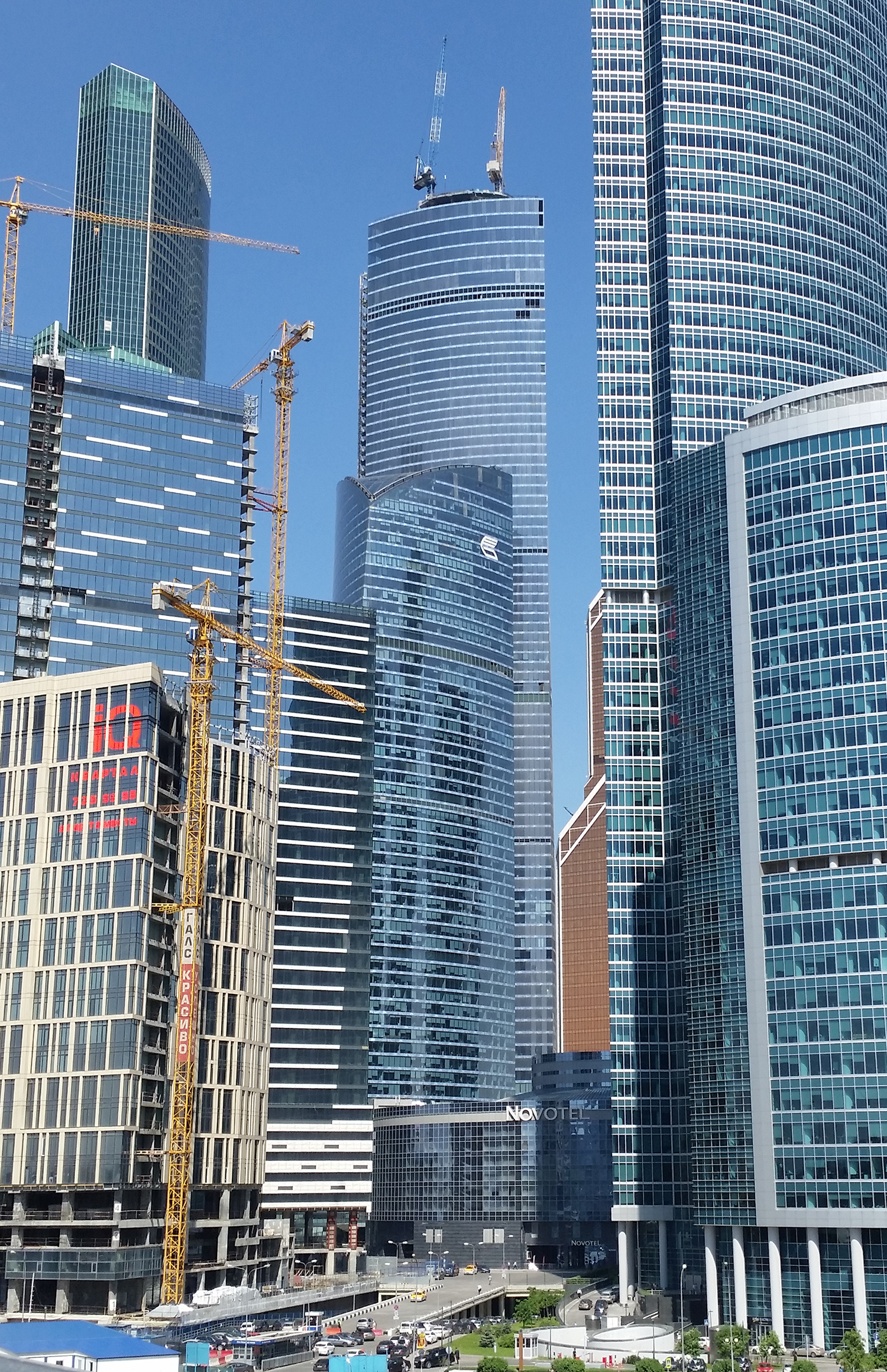
2015년 5월
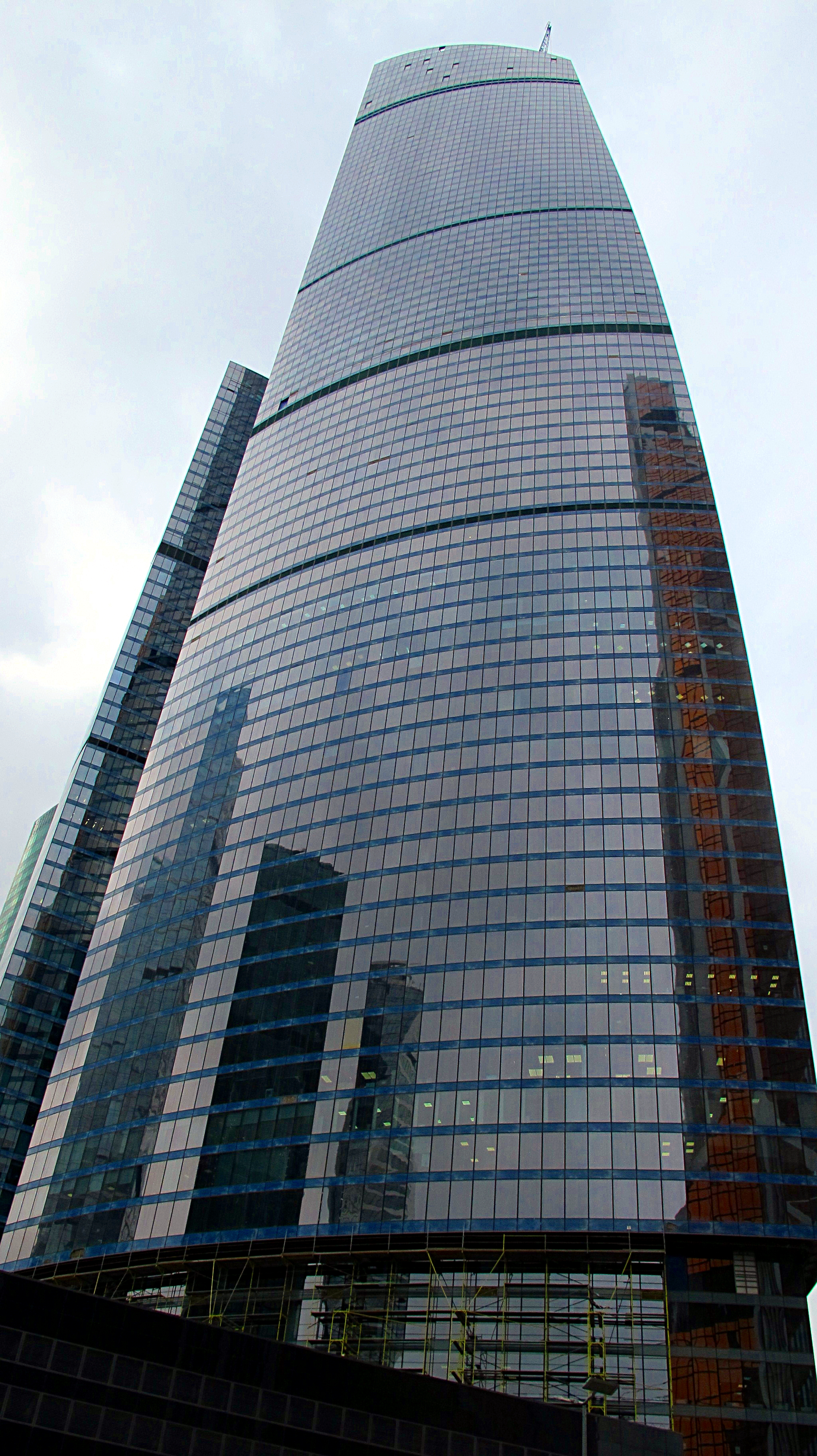
2016년 3월 22일

## 같이 보기
- 유럽의 마천루 목록
- 러시아의 마천루 목록
- 머큐리 시티 타워